# Юнгберг, Бу
Бу Александр Юнгберг (швед. Bo Alexander Ljungberg; 21 ноября 1911 — 19 марта 1984) — шведский легкоатлет, выступавший в прыжках с шестом и тройном прыжке. Участник летних Олимпийских игр 1936 года. Обладатель двух серебряных медалей в прыжках с шестом на чемпионате Европы.

## Карьера
Бу был победителем в прыжках с шестом на международных студенческих играх (Универсиада) 1933 года, которые проходили в Турине. Он смог преодолеть высоту 3,90 метра и завоевать золотую медаль. В следующем году на чемпионате Европы, также проводившемся в Турине, Юнгберг прыгнул на высоту 4,00 метра и завоевал серебряную медаль, уступив немецкому спортсмену Густаву Вегнеру. Он также принял участие в тройном прыжке, заняв в нём 8-е место с результатом 14,01 метра.
Бу Юнгберг принимал участие в двух дисциплинах на летних Олимпийских играх 1936 года, которые проходили в Берлине. В тройном прыжке он смог прыгнуть на 14,35 метра и занял восемнадцатое место, а в прыжках с шестом он снова преодолел высоту 4,00 метра и разделил шестое место с десятью другими спортсменами. На чемпионате Европы 1938 года Юнгберг повторил свой успех, завоевав снова серебряную медаль, преодолев высоту в 4,00 метра. В 1939 году он выиграл вторую медаль на Международных студенческих играх (Универсиада), преодолев высоту 3,90 метра и заняв третье место.
В 1935 году Юнгберг установил свой личный рекорд в прыжках с шестом, достигнув высоты 4,15 метра. Этим результатом он побил предыдущий шведский рекорд Генри Линдблада, который составлял 4,13 метра и был установлен в 1931 году. Новый рекорд, установленный Юнгбергом, продержался до 1946 года, когда Ларс Андрен перепрыгнул высоту 4,16 метра. В тройном прыжке Юнгберг также установил свой личный рекорд, который составлял 14,73 метра и был достигнут в 1934 году.

## Личные рекорды
- Прыжок с шестом — 4.15 м (1935, рекорд Швеции до 1946 года)[3]
- Тройной прыжок — 14.73 м (1934)[3]